# GBU-9 HOBOS
GBU-9 HOming BOmb System (do 1981 roku bomba nosiła nazwę KMU 390A/B M118E1 EO) – amerykańska bomba kierowana naprowadzana  na cel telewizyjnie. Opracowana w ramach programu Pave Strike przez firmę Rockwell International. Jednostką bojową była bomba burząca M118E1 wagomiaru 3000 funtów wyposażona w zestaw telewizyjny KMU-390/B. GBU-9 weszła do uzbrojenia US Air Force w 1969 roku.
Sposób użycia bomby zależał od odległości od celu. Jeżeli cel był widoczny w chwili ataku na ekranie operatora uzbrojenia w kabinie samolotu, operator kierując kamerą pocisku naprowadzał na cel znacznik, a następnie zrzucał bombę. Bomba kierowana przez autopilota opadała w kierunku celu. Obraz z kamery był cały czas przekazywany na ekran w samolocie. Jeśli operator uzbrojenia zauważył, że bomba zgubiła cel, mógł zmieniając położenie kamery bomby ponownie wskazać cel. Ponieważ obraz z kamery był cały czas przekazywany, możliwa była natychmiastowa ocena przebiegu ataku. Jeśli atak był przeprowadzany z większej odległości, bomba była zrzucana przed uchwyceniem celu przez układ samonaprawadzania. Operator uzbrojenia śledził następnie obraz przekazywany przez kamerę do momentu wzrokowego wykrycia celu. Dalsze etapy ataku wyglądały identycznie jak przy zrzucie z mniejszej odległości.
Bomby GBU-9 były używane do końca lat 80. Później zastąpiły je bomby GBU-15.